# Чемпионат мира по фехтованию 1989
Чемпионат мира по фехтованию 1989 года проходил с 5 по 16 июля в Денвере (Колорадо, США). Среди мужчин соревнования проходили в личном и командном зачёте по фехтованию на саблях, рапирах и шпагах, среди женщин — соревнования в личном и командном зачёте по фехтованию на шпагах и рапирах.

## Общий медальный зачёт
| Место | Страна    | Золото | Серебро | Бронза | Всего |
| ----- | --------- | ------ | ------- | ------ | ----- |
| 1     | СССР      | 4      | 1       | 1      | 6     |
| 2     | ФРГ       | 2      | 5       | 2      | 9     |
| 3     | Италия    | 1      | 2       | 3      | 6     |
| 4     | Швейцария | 1      | 0       | 1      | 2     |
| 5     | Венгрия   | 1      | 0       | 0      | 1     |
| 5     | Испания   | 1      | 0       | 0      | 1     |
| 7     | Франция   | 0      | 1       | 2      | 3     |
| 8     | Польша    | 0      | 1       | 0      | 1     |
| 9     | Куба      | 0      | 0       | 1      | 1     |
| Всего | Всего     | 10     | 10      | 10     | 30    |

## Медалисты

### Мужчины
| Дисциплина                  | Золото                                                                                              | Серебро                                                                  | Бронза                                                                                    |
| --------------------------- | --------------------------------------------------------------------------------------------------- | ------------------------------------------------------------------------ | ----------------------------------------------------------------------------------------- |
| Шпага Личное первенство     | Мануэль Перейра                                                                                     | Сандро Куомо                                                             | Павел Колобков                                                                            |
| Шпага Командное первенство  | Италия · Сандро Куомо · Сандро Резеготти · Стефано Пантано · Анджело Маццони · Маурицио Рандаццо    | ФРГ Эльмар Боррман Роберт Фелисяк Штефан Хёргер Томас Герулль Гюнтер Яух | Куба · Вильфредо Лойола · Нельсон Лойола · Педро Меренчо · Карлос Педросо · Ласаро Кастро |
| Рапира Личное первенство    | Александр Кох                                                                                       | Филипп Омнес                                                             | Мауро Нума                                                                                |
| Рапира Командное первенство | СССР · Дмитрий Шевченко · Сергей Голубицкий · Александр Романьков · Борис Корецкий · Ильгар Мамедов | ФРГ Торстен Вайднер Маттиас Гей Томас Эндрес Александр Кох               | Франция · Филипп Консьенс · Лоран Бель · Филипп Омнес · Патрис Лотелье                    |
| Сабля Личное первенство     | Григорий Кириенко                                                                                   | Ярослав Кониуш                                                           | Феликс Беккер                                                                             |
| Сабля Командное первенство  | СССР · Андрей Альшан · Сергей Коряжкин · Григорий Кириенко · Сергей Миндиргасов · Георгий Погосов   | ФРГ Феликс Беккер Юрген Нольте Йёрг Кемпених Ульрих Айфлер Франк Блекман | Франция · Жан-Франсуа Ламур · Филипп Дельрё · Франк Дюше · Пьер Гишо · Жан-Филипп Дорелль |

### Женщины
| Дисциплина                  | Золото                                                                                     | Серебро                                                                                       | Бронза                                                                                                   |
| --------------------------- | ------------------------------------------------------------------------------------------ | --------------------------------------------------------------------------------------------- | --- |
| Шпага Личное первенство     | Аня Штрауб                                                                                 | Уте Шепер                                                                                     | Аннализа Кольторти                                                                                       |
| Шпага Командное первенство  | Венгрия · Диана Ээри · Дьёндь Салай-Хорват · Марина Варконьи · Мариан Хорват · Жужанна Сёч | Италия · Алессандра Англезио · Элиза Уга · Аннализа Кольторти · Саба Амендолара · Лаура Киеза | Швейцария · Сюзанна Ромпца · Изабелла Пентуччи · Аня Штрауб · Джианна Бюрки                              |
| Рапира Личное первенство    | Ольга Величко                                                                              | Аня Фихтель                                                                                   | Цита-Эва Функенхаузер                                                                                    |
| Рапира Командное первенство | ФРГ Аня Фихтель Забине Бау Сюзанна Ланг Цита-Эва Функенхаузер Аннетте Добмайер             | СССР · Ольга Величко · Татьяна Садовская · Елена Гришина · Ольга Вощакина · Елена Гликина     | Италия · Джованна Триллини · Маргерита Дзалаффи · Франческа Бортолоцци · Диана Бьянкеди · Лючия Траверса |